# Centrale nucleare di Pengze
La centrale nucleare di Pengze è una futura centrale nucleare cinese situata presso la città di Pengze, nella provincia di Jiangxi. La centrale sarà equipaggiata con 4 reattori AP1000. I lavori per il primo reattore dovrebbero iniziare nel 2010